# محمد بن أحمد الأحسائي
محمد بن أحمد الأحسائي (؟ - 1672) فقيه حنفي أحسائي، عاش معظم حياته في بغداد العراق في القرن السادس الميلادي/العاشر الهجري.

## حياته
ولد محمد بن أحمد الأحسائي في الأحساء قرأ في بلاده على يد الشيخ إبراهيم الأحسائي، ثم رحل إلى العراق وأخذ عن مفتيها الشيخ مثلج. اشتهر بالعلم والأدب في بغداد ونال مكانة ومدرسته كان يدرس فيها ببغداد عرفت باسمه يقال لها مدرسة الأحسائي توفي في 1672/ 1083 هـ ودفن في مدرسته التي سميت فيما بعد بالتكية النقشبندية لأن الشيخ خالد النقشبندي أقام فيها مدة فغيرت باسمه.

## جامع الإحسائي

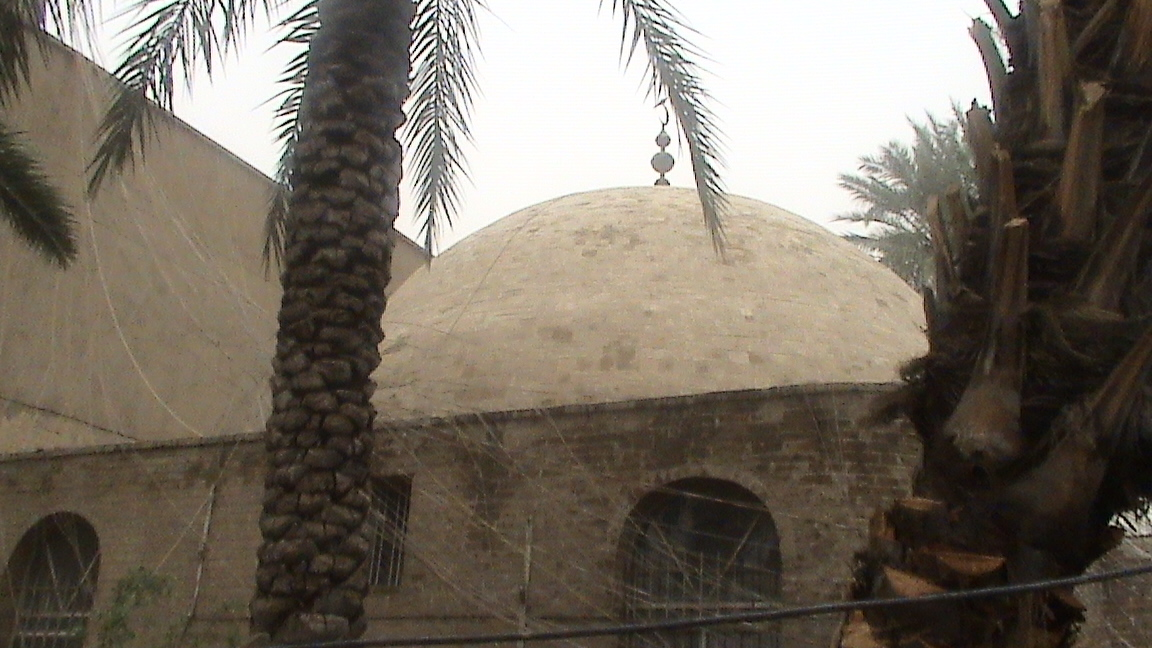
جامع الاحسائي أو التكية الخالدية في جانب الرصافة من بغداد

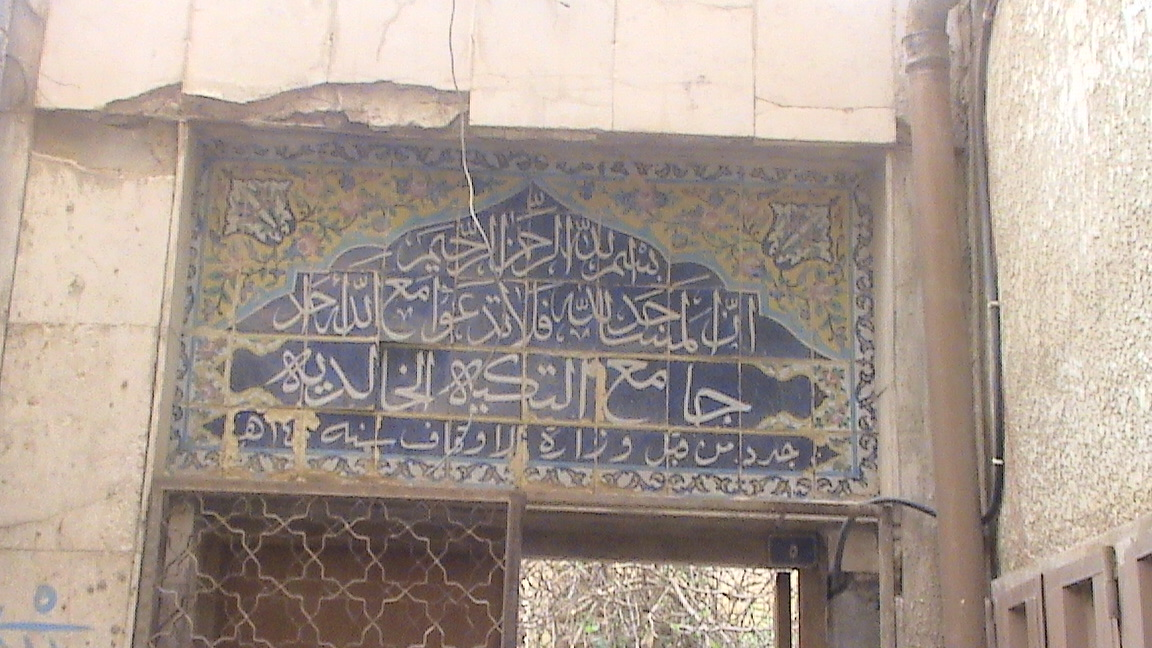
باب التكية الخالدية في بغداد التي كانت مدرسة الاحسائي سابقاً

دفن الشيخ محمد بن أحمد الاحسائي الحنفي في غرفة في التكية الخالدية، وهي المعروفة بجامع الأحسائي في شارع المستنصر والذي يطل على نهر دجلة، وقد كان مجمعا للزهاد ولما أقام فيه الشيخ خالد النقشبندي بعد عودته من البلاد الهندية سنة 1221هـ، عمرهُ والي بغداد فسمي باسمه.

## شيوخه
- إبراهيم الأحسائي[3]
- الشيخ مثلج
- الشيخ مفلح الصيمري[6]

## مؤلفاته
- حاشية على شرح الألفية للسيوطي[1]
- كتاب التعريفات[1]
- شرح تهذيب المنطق[1]
- شرح القدوري[1]
- مخطوطة في الحكمة بعنوان: المقامات[7]